# 626
626 (DCXXVI) je bilo navadno leto, ki se je po julijanskem koledarju začelo na sredo.

## Dogodki
- bizantinska vojska pod vodstvom Heraklija premaga Perzijce v Egiptu.
- Obri, Slovani in Perzijci neuspešno oblegajo Carigrad
- Obri izgubijo nadoblast nad balkanskimi Slovani
- Alpski Slovani se pridružijo Samovi plemenski zvezi.

## Smrti
- Varnahar II., majordom Avstrazije in Burgundije (* ni znano)